# 法勒尔 (下萨克森州)
法勒尔是德国下萨克森州的一个市镇。总面积43.83平方公里，总人口1309人，其中男性685人，女性624人（2011年12月31日），人口密度30人/平方公里。